# Rue Saint-Paul (Lyon)
Pour les articles homonymes, voir Rue Saint-Paul.
La rue Saint-Paul est une rue située dans le 5e arrondissement de la ville de Lyon dans le quartier du Vieux Lyon.

## Situation
Elle relie le quai Pierre-Scize à la place Saint-Paul et à la place Gerson.

## Origine du nom
Elle s'est d'abord appelée rue de la Poterie et rue Misère puis a pris le nom de rue Saint-Paul le 26 mars 1846 (délibération municipale). Son nom est lié à la présence de l'église Saint-Paul de Lyon, bâtiment religieux remontant au Moyen Âge.

## Histoire
Il ne subsiste plus que les immeubles du côté est dont certains bien restaurés comme l'immeuble d'angle avec la place Saint-Paul.

## Description
Au numéro 13, une grande arche en pierre a des numéros gravés, vestiges d'un cadran solaire.